# Marco Russ
Pour les articles homonymes, voir Russ (homonymie).
Marco Russ est un footballeur allemand, né le 4 août 1985 à Hanau en Allemagne. Il évoluait comme défenseur central.

## Biographie
Après avoir commencé à jouer au football au VfB 06 Großauheim, il rejoint les équipes de jeunes de l'Eintracht Francfort en 1996 et perce en équipe première à partir de 2004 avant de devenir un joueur titulaire.
À la suite de la descente du club en 2.Bundesliga à l'issue de la saison 2011-2011, Russ signe un contrat de trois ans avec VfL Wolfsburg. Il ne parvient pas toutefois à s'imposer durablement dans son nouveau club et ne joue pas pendant toute la phase aller de la saison 2012-2013 du championnat.
Le 3 janvier 2013, il retourne dans son ancien club, qui est entre-temps remonté en 1.Bundesliga pour une durée de 6 mois dans le cadre d'un prêt avec option d'achat. Cette option n'est pas activée mais Russ signe tout de même en juillet 2013 un contrat de trois ans avec l'Eintracht Francfort. Il est régulièrement titulaire en défense centrale qui est son poste de formation ou bien en tant que milieu défensif.
Le 18 mai 2016, l'Eintracht Francfort révèle que Marco Russ souffre d'une tumeur cancéreuse détectée à la suite d'un contrôle antidopage positif après un match le 30 avril contre Darmstadt. Malgré cette annonce, le joueur fait part de sa volonté de participer dès le lendemain au match aller des barrages pour aider son club.Il est annoncé gueri le 6 janvier 2017.

## Carrière

### Clubs
| Saison    | Club                | Pays         | Championnat        | Coupes nationales | Coupes d'Europe  |
| --------- | ------------------- | ------------ | ------------------ | ----------------- | ---------------- |
| 2004-2005 | Eintracht Francfort | Bundesliga 2 | 3 matchs           | -                 | -                |
| 2005-2006 | Eintracht Francfort | Bundesliga   | 9 matchs           | 2 matchs          | -                |
| 2006-2007 | Eintracht Francfort | Bundesliga   | 27 matchs / 1 but  | 3 matchs          | 2 matchs         |
| 2007-2008 | Eintracht Francfort | Bundesliga   | 29 matchs / 3 buts | 2 matchs          | -                |
| 2008-2009 | Eintracht Francfort | Bundesliga   | 33 matchs / 4 buts | 1 match           | -                |
| 2009-2010 | Eintracht Francfort | Bundesliga   | 30 matchs / 4 buts | 3 matchs          | -                |
| 2010-2011 | Eintracht Francfort | Bundesliga   | 31 matchs / 1 but  | 2 matchs          | -                |
| 2011-2012 | VfL Wolfsburg       | Bundesliga   | 24 matchs / 1 but  | 1 match           | -                |
| 2012-2013 | VfL Wolfsburg       | Bundesliga   | -                  | -                 | -                |
| 2012-2013 | Eintracht Francfort | Bundesliga   | 10 matchs / 1 but  | -                 | -                |
| 2013-2014 | Eintracht Francfort | Bundesliga   | 29 matchs / 3 buts | 3 matchs          | 8 matchs / 1 but |
| 2014-2015 | Eintracht Francfort | Bundesliga   | 26 matchs / 2 buts | 2 matchs          | -                |
| 2015-2016 | Eintracht Francfort | Bundesliga   | 28 matchs / 3 buts | 2 matchs          | -                |

Dernière mise à jour le 19 mai 2016

## Palmarès
- Vainqueur de la Coupe d'Allemagne en 2018 avec l'Eintracht Francfort.